# Музичний колектив

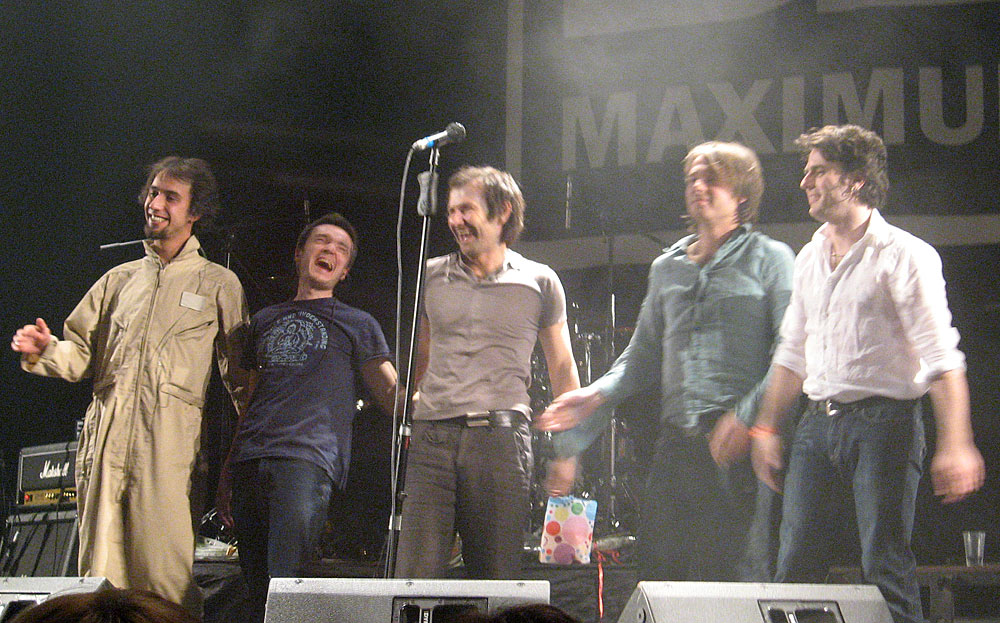
«Океан Ельзи»

Музичний колектив або музичний гурт (англ. musical band, англ. Band) — колектив людей, об'єднаних якоюсь спільною метою або роботою, які так чи інакше пов'язані з музикою. Зазвичай музичний колектив складається з музикантів, але в нього можуть входити і інші музичні діячі (продюсери, звукорежисери) або люди, безпосередньо до створення музики не причетні (художники, поети).

## Колективи академічної музики
В академічній музиці музичні колективи розрізняють як за кількістю виконавців, так і залежно від їх інструменту.
Великий колектив музикантів-інструменталістів, що об'єднує кілька десятків музикантів (іноді до сотні, в одиничних випадках — кілька сотень) зазвичай називають оркестром. Залежно від інструментального складу, розрізняють симфонічний, духовий та камерний оркестри, в пострадянських країнах також народний оркестр та естрадний оркестр.
Великий колектив співаків називають хором. Залежно від складу виконавців розрізняють чоловічі, жіночі та мішані хори, невеликі хорові колективи називають камерними хорами. Залежно від манери виконання розрізняють також академічні та народні хори.
Музичні колективи з невеликою кількістю учасників зазвичай називають камерними ансамблями. При цьому традиційно колектив з двох учасників називається дуетом, з трьох — тріо, з чотирьох — квартетом, з п'яти — квінтетом, з шести — секстетом, з семи — септетом, а з восьми — октетом. Камерні ансамблі розрізняють також за складом інструменталістів, наприклад розрізняють струнне тріо та фортепіанне тріо, струнний квінтет та духовий квінтет тощо.

## Музичні колективи в неакадемічній музиці
У рок-музиці для колективів використовують термін рок-гурт. Від цього терміна походять такі варіанти, як попгурт і панк-гурт тощо. У джазі використовують терміни джазовий ансамбль, джазовий оркестр і джаз-бенд. На радянських теренах популярним був термін «вокально-інструментальний ансамбль» («ВІА»).